# El libro mágico
El libro mágico (en francés, Le livre magique) es un cortometraje realizado por el director francés Georges Méliès, estrenado en 1900, a principios del cine mudo. Dura poco más de dos minutos y medio y está protagonizado por el mismo Méliès.

## Argumento
Un mago presenta a los espectadores un libro muy grande y transforma dibujos de personajes de la comedia del arte en seres reales: Polichinela, Arlequin, Pierrot, Colombina y Pantaleón, y luego los vuelve a meter en las páginas del libro.